# Kenseiden
Kenseiden (剣聖伝, "A Lenda da Espada Santa" ou "A Lenda do Mestre da Espada", também traduzido como "A Invocação da Espada Sagrada") é um video game, do tipo RPG eletrônico de ação, desenvolvido e publicado pela Sega para o Master System. Foi lançado em 1988.
O jogo tem Hayato como seu protagonista, um samurai que deve lutar contra Feiticeiros e espíritos malignos que assolam o Japão do século XVI. Os feiticeiros roubaram os cinco pergaminhos secretos à espada do Senhor do Dragão. Hayato, que possui sangue de dragão em suas veias, deve recuperar os pergaminhos e a espada, entrar no castelo e derrotar Oda Nobunaga.
O jogo foi lançado como Hwarang-ui Geom (화랑의 검, "A Espada do Cavaleiro das Flores") na Coreia do Sul e teve os gráficos de seu personagem principal alterados para melhor se assemelhar a um guerreiro Coreano, e o mapa do Japão foi trocado pelo mapa da Coreia. Na versão original em japonês, Hyato é loiro, mas nas versões ocidentais ele possui um cabelo escuro.

## Jogabilidade
Cada fase representa uma das antigas províncias do Japão medieval. Na versão Coreana as fases representam regiões da Coreia. A partir da segunda fase, o jogador pode escolher qualquer uma das regiões adjacentes no mapa, logo acrescentando de modo elementar a característica Mundo aberto ao jogo, permitindo também o jogador retornar à qualquer região (ou fase) depois de tê-la terminado, com exceção da última fase.
Ao todo são dezesseis províncias, pelas quais é possível escolher diferentes caminhos até a fase final, a capital Edo, na qual o último chefe, o demônio samurai Nobunaga, deve ser enfrentado. Entre as províncias estão distribuídos seis outros chefes, não indicados pelo mapa, e ao vencê-los, habilidades são adicionadas a Hayato, o protagonista, tais como: pular mais alto, produzir um golpe poderoso sobre a cabeça, outra permitirá que Hayato avance, acenando com sua espada cortando tudo que se aproxima. Ao contrário de Castlevania, não há subarmas, então essas técnicas são as únicas outras opções ofensivas fora dos golpes de espada padrão, e não há limite para seu uso.

## Trilha sonora
A trilha sonora é composta por quinze músicas e tem o objetivo de ambientar o jogador na era do Japão Feudal, são elas:
1. Tela Inicial/Título
2. Iyo e Suruga
3. Vitória
4. Yonensai, o Mestre
5. Higo, Nagato, Settsu, Owari e Echyu
6. Yamato e Mito
7. Falha no dojo de treinamento
8. Final do Jogo
9. Mapa
10. Entrada do dojo para treinamento
11. Castelo da Magia Negra
12. Game Over
13. Chizuken e Kaga
14. Treinamento
15. Luta com os chefes de fase

## Recepção
Após o lançamento, The Games Machine deu ao jogo uma pontuação de 86%, considerando-o um dos melhores jogos do tipo Hack and Slash devido à sua "ação simples, mas altamente jogável e excelente apresentação".
Computer and Videogames deu uma pontuação de 85%, descrevendo-o como uma "enorme" aventura de RPG com exploração, telas "verdadeiramente soberbas" e "muitos quebra-cabeças de dobrar o cérebro" para durar "semanas a fio!".